# Dora Black
Dora Black és un grup de música trap en castellà constituït pels dos germans cantants barcelonins coneguts pels noms artístics de Kinder Malo i Pimp Flaco. El canal de YouTube «Dora Black» és on es troben les seves cançons.